# Tianlian I-02
O Tianlian I-02 (chinês simplificado: 天链一号02, chinês tradicional: 天鏈一號02), também conhecido como Tian Lian 1B, TL-1B, é um satélite de comunicação geoestacionário chinês construído pela China Academy of Space Technology (CAST) que é operado pela China Aerospace Science and Technology Corporation (CASC). O satélite foi baseado na plataforma DFH-3 Bus.

## Objetivo
O satélite tem várias funções e vai servir principalmente para fornecer comunicações para as próximas missões de voo espacial tripulado da China.

## Lançamento
O satélite foi lançado com sucesso ao espaço no dia 11 de julho de 2011 por meio de um veículo Longa Marcha 3C a partir do Centro Espacial de Xichang, na China.